# Johann Friedrich August Cropp

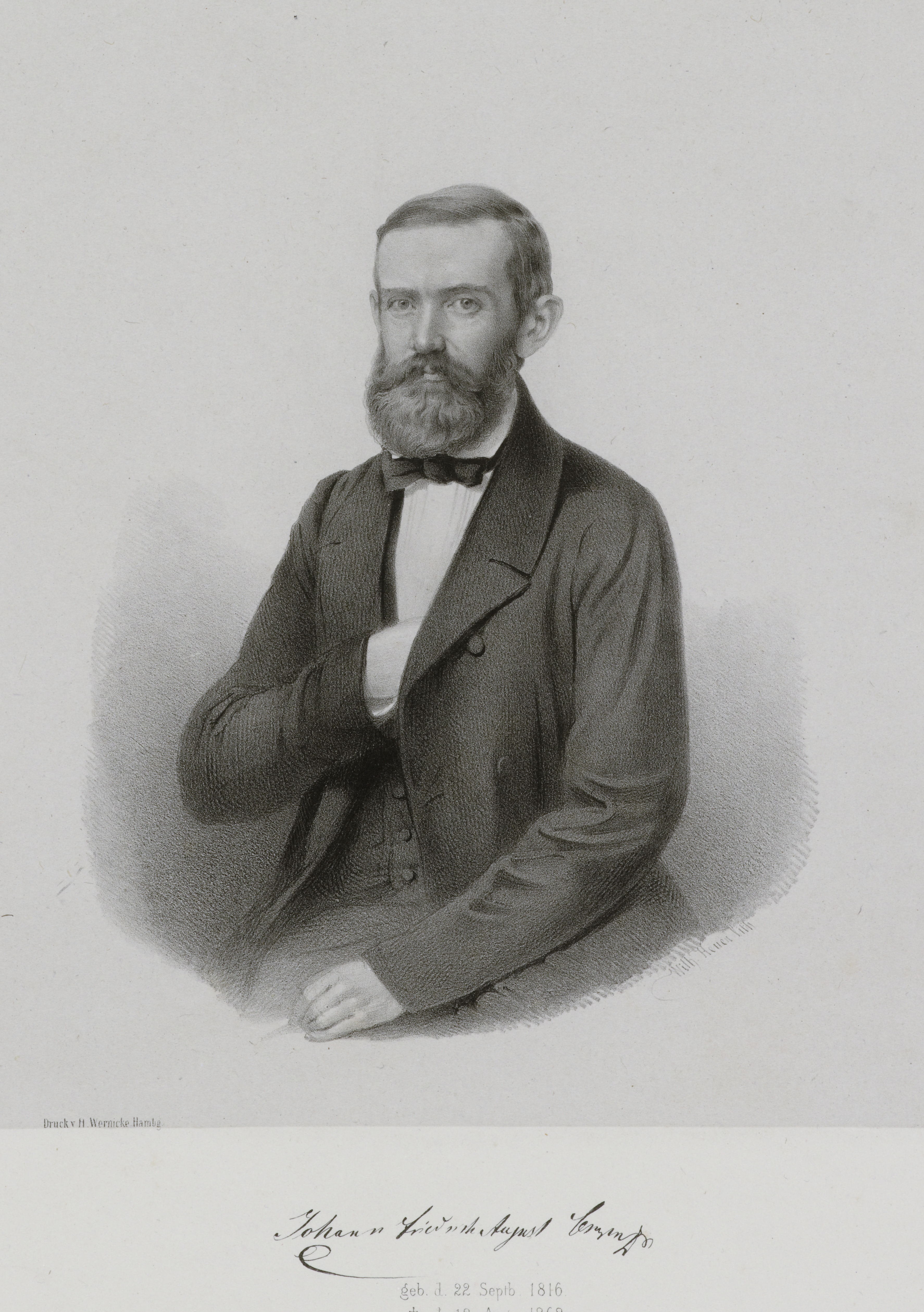
Lithografie von Wilhelm Heuer

Johann Friedrich August Cropp (* 22. September 1815 in Heidelberg; † 12. August 1862 in Hamburg) war ein Hamburger Jurist.

## Leben
Cropp war ein Sohn des Friedrich Cropp (1790–1832), der als Professor der Rechte in Heidelberg wirkte. Er studierte Jurisprudenz an der Universität Heidelberg und wurde dort am 26. August 1837 zum Dr. jur. promoviert. Cropp wurde am 19. Januar 1838 in Hamburg als Advokat immatrikuliert und wurde dann am 18. Mai 1840 Substitut des gerichtlichen Prokurators Johann Vincent Trummer.  Nach Trummers Tod wurde Cropp im Jahr 1849 selbst zum Prokurator erwählt.
Cropp war Mitglied der Hamburger Konstituante und gehörte von 1859 bis 1862 der Hamburgischen Bürgerschaft an. Von September bis Dezember 1861 fungierte er dort als Schriftführer.
Johann Friedrich August Cropp heiratete am 3. März 1841 Johanna Margaretha Henriette Heitmann (1817–1893). Der Advokat und spätere Senator Karl Cropp war sein Vetter.

## Porträts
- Bildnis von Johann Friedrich August Cropp, Wilhelm Heuer, Lithografie, 47,7 × 35,7 cm, H. Wernicke (Druck), Digitalisat.